# Intruder in the Dust (film)
Intruder in the Dust is een Amerikaanse misdaadfilm uit 1949 onder regie van Clarence Brown. Het scenario is gebaseerd op de gelijknamige roman uit 1948 van de Amerikaanse auteur William Faulkner.

## Verhaal
Lucas Beauchamp is een zwarte landeigenaar in de staat Mississippi, die wordt gearresteerd op verdenking van moord. De gerenommeerde, blanke advocaat John Gavin Stevens neemt op aandringen van zijn neefje Chick de verdediging op zich, maar zijn werk wordt bemoeilijkt door enkele racistische heethoofden die van plan zijn om zijn cliënt op te knopen.

## Rolverdeling
| Acteur              | Personage          |
| ------------------- | ------------------ |
| David Brian         | John Gavin Stevens |
| Claude Jarman jr.   | Chick Mallison     |
| Juano Hernandez     | Lucas Beauchamp    |
| Porter Hall         | Nub Gowrie         |
| Elizabeth Patterson | Eunice Habersham   |
| Charles Kemper      | Crawford Gowrie    |
| Will Geer           | Sheriff Hampton    |
| David Clarke        | Vinson Gowrie      |
| Elzie Emanuel       | Aleck              |
| Lela Bliss          | Mevrouw Mallison   |
| Harry Hayden        | Mijnheer Mallison  |
| Harry Antrim        | Mijnheer Tubbs     |